# Wicca de la Estrella Azul
La Wicca de la Estrella Azul es una tradición de la religión Wicca. Esta tradición fue creada en Estados Unidos en la década de los 70 y está basada en las tradiciones gardneriana y alejandrina. Se practica en áreas de Estados Unidos como Massachusetts, Minnesota, Misuri y Washington. Esta tradición también tiene miembros en Reino Unido y Canadá.

## Orígenes e Historia
El "Coven of the Blue Star" (Coven de la Estrella Azul) fue establecido en Filadelfia en 1975 por Franque D "el mago".  En 1980 el coven se describía como practicante de una Wicca ecléctica y no-tradicional.  Los miembros del coven original se difundieron a través del área metropolitana de Nueva York.
En 1977, Tzipora Klein se unió al coven y junto a su exesposo, Kenny Klein hizo un gira de música floclórica después de la publicación de casete "Moon Hooves in the Sand" en 1983.  Este casete contenía música litúrgica de la Wicca Blue Star.  La gira musical facilitó la extensión de la tradición a través de Estados Unidos, según la pareja ayudaba a fundar nuevos coventículos en el camino.  En 1992, Tzipora Klein publicó "Celebrating Life: Rites of Passage For All Ages" a través de Delphi Press.
Según se formaban nuevos coventículos era común la práctica de incluir las palabras "blue" (azul) o "star" (estrella) en el nombre, por ejemplo, "Raven Star" o "Wolf Star".  Esta práctica fue perdiéndose con el correr de los años.  Algunos grupos hacen referencia a las estrellas como por ejemplo, "Nova Grove" y "Polaris Coven", pero otros simplemente escogen el nombre que les inspire como "Compass Rose", "SummerOak" o "Braiden Stream".
En 1991 miembros del coven "Starfire" introdujeron la tradición "Blue Star" en Irlanda.  En 1997 la tradición fue introducida a Inglaterra, y en 1998 llega a Canadá de la mano de Devyn Christopher Gillette del coven "BarleyMoon".
A pesar de los inevitables desacuerdos y fricciones que se desarrollan en un grupo grande, diverso y extendido, un extraordinario sentido de comunidad y cercanía se ha obtenido en esta tradición.

## Prácticas
La Blue Star es una tradición basada en la Wicca gardneriana y la Wicca alejandrina, pero hay un número de practicantes solitarios, comúnmente con una relación a distancia con un grupo establecido.  No existe la auto-iniciación en la tradición Blue Star.
Los practicantes de Blue Star son conocidos primeramente por su énfasis en el servicio comunitario para celebrar a los Dioses y proteger los intereses de la comunidad pagana contemporánea.  Otro sello característico es el uso de música en los rituales y la liturgia, algo probablemente no muy usual entre los wiccanos tradicionales, la importancia puesta en el banquete ritual, el uso del septagrama como símbolo más que el pentagrama y el tatuaje de iniciación.  La Wicca Blue Star y la Tradición Feri son las dos tradiciones de la brujería que usan el septagrama prominentemente entre sus símbolos.  Los rituales Blue Star usan típicamente un altar redondo en el centro del círculo de poder.  Se le presta especial atención a la posición y uso de las herramientas mágicas dentro de la tradición.
La tradición teológica de la tradición Blue Star concede suficiente flexibilidad para permitir la participación de politeístas, panteístas y monoteístas en la tradición.  Los rituales pueden envolver oración o invocación de deidades wiccanas, dioses y diosas de pueblos paganos, o abstracciones deificadas.

## Rangos y Grados
La Wicca Blue Star es inusual por tener un sistema de cinco grados, en oposición a los tres grados de iniciación de la mayoría de las tradiciones de Wicca.
- Dedicación es el primer rito de pasaje dentro de la tradición e indica generalmente el compromiso con una espiritualidad pagana más que el compromiso con la tradición específicamente.

- Neófito, éste marca el paso entre la dedicación y la iniciación.  Indica tanto un nivel de facilidad con la práctica y teoría de Blue Star, como la disposición a incrementar la responsabilidad dentro de la tradición.

- Primer grado de iniciación es el ritual en el que alguien entra al clero.  La persona que entra al primer grado de iniciación es llamada sacerdotisa, sacerdote, o simplemente iniciado.

- Segundo grado reconoce un mayor entrenamiento y compromiso con Blue Star más allá del primer grado.  Usualmente, aunque no siempre, es el tiempo en que se toma un rol de liderato en el coven y se prepara para establecer un coven independiente.

- Tercer grado, es dado a las personas que los maestros han juzgado que son capaces de dejar el coven donde fueron entrenados y tomar una responsabilidad completa para formar ellos mismos un nuevo coven.

## Relaciones con otras tradiciones
Como fue mencionado arriba, la Wicca Blue Star se basa en parte en las tradiciones gardneriana y alejandrina.  También ha sido influenciada por la tradición galesa americana y la serie de material de clases "Pagan Way".
La Blue Star ha inspirado otras tradiciones tales como la "Maidenhill Wicca" y "Braided Wheel".  La tradición Blue Star tiene una relación especial con la tradición Odyssean, como una tradición hermana o prima.